# شجرة تنبت في بروكلين
شجرة تنبت في بروكلين (بالإنجليزية: A Tree Grows in Brooklyn) هي رواية للكاتبة الأمريكية بيتي سميث، نشرت لأول مره عام 1943، وتدور أحداثها عن أسرة تكافح الفقر تعيش في بروكلين بمدينة نيويورك. تم ترجمت الرواية إلى حوالي 17 لغة من بينها العربية، كما تم تحويلها إلى فيلم سينمائي يحمل الاسم "شجرة تنمو في بروكلين" تم انتاحه في الولايات المتحدة الأمريكية من إخراج ايليا كازان.

## الملخص
تدور أحداث هذه القصة في مدينة بروكلين في بداية القرن العشرين ، وهي تروي حياة مؤلفتها وذلم على لسان البطله فرنسي نولان نلك الفتاة الفقيرة التى عاشت مع عائلتها في ظروف بائسة ، ومع ذلك لم تستسلم لهذة الظروف ، وانما صمدت وكافحت من أجل تغيير حياتها الى الافضل ، وخلال هذا الصراع كانت الفتاة تراقب شجرتها الجميلة اليتيمة التى كانت تنمو وسط النفايات والحجارة وتقاوم الظروف المحيطة بها لتزهر وتصل بأغصانها الى اعنان السماء مثل صاحبتها فرنسي ، وكانت الفتاة وشجرتها تسيران بنفس الخطى في الحياة وقد لقيتا اموراً واحداثاً غريبة ومتشابه .

## محتويات الرواية
تتضمن الرواية بداخلها خمسة فصول

### الفصل الأول
يبدأ الفصل الأول في عام 1912 ويقدم فرانسي نولان البالغة من العمر 11 عامًا، والتي تعيش في حي ويليامزبرغ السكني في بروكلين مع شقيقها كورنيليوس البالغ من العمر 10 سنوات ("نيلي" للاختصار) ووالديهما جوني وكاتي. تعتمد فرانسي على خيالها وحبها للقراءة لتوفير هروب مؤقت من الفقر الذي يميز وجودها اليومي. تعيش الأسرة على أجر كاتي من تنظيف المباني السكنية، وبنسات من بيع الأطفال لمخلفات النفايات، وأرباح جوني غير المنتظمة كنادل . ولكن دمانه الكحول جعلا من الصعب عليه الحصول على وظيفة ثابتة، ونتيجة لذلك يرى نفسه بمثابة خيبة أمل لعائلته. فرانسي معجبة به لأنه وسيم وموهوب وخيالي وعاطفي مثلها. ليس لدى كاتي سوى القليل من الوقت للعاطفة، لأنها معيلة الأسرة التي تخلت عن الأوهام والأحلام من أجل البقاء.

### الفصل الثاني
يعود الفصل الثاني إلى عام 1900 ويؤرخ للقاء جوني وكاتي، وهما أطفال مهاجرون أمريكيون المولد من أيرلندا والنمسا، على التوالي. على الرغم من أن جوني يشعر بالذعر ويبدأ في الشرب بكثرة عندما حملت كاتي بفرانسي أولاً ثم نيلي، قررت كاتي أن تمنح أطفالها حياة أفضل مما عرفته، متذكرة إصرار والدتها على حصولهم على تعليم جيد. تستاء كيت من فرانسي لأنها كانت مريضة باستمرار، في حين أن نيلي كانت أكثر قوة. تتعهد كاتي لنفسها بأن ابنتها يجب ألا تعلم أبدًا بتفضيلها لنيلي. خلال السنوات السبع الأولى من زواجهما، أُجبرت عائلة نولان على الانتقال مرتين داخل ويليامزبرغ، بسبب الخزي العام الذي سببه سكر جوني وادمانه. يصل آل نولان بعد ذلك إلى الشقة المعروضة في الفصل الأول.

### الفصل الثالث
في الفصل الثالث، تستقر عائلة نولان في منزلهم الجديد، وتبدأ فرانسي البالغة من العمر سبع سنوات ونيلي البالغة من العمر ست سنوات في الالتحاق بالمدرسة العامة المزدحمة والقذرة المجاورة لمنزلهم. تستمتع فرانسي بالتعلم، حتى في هذه البيئة الكئيبة، وتنقل نفسها إلى مدرسة أفضل في حي مدرسي مختلف بدعم من جوني. كاتي تساعد فرانسي على النمو بشكل طبيعي وتنقذ حياتها بإطلاق النار على قاتل أطفال يحاول مهاجمة فرانسي قبل وقت قصير من عيد ميلادها الرابع عشر. عندما يعلم جوني أن كاتي حامل مرة أخرى، يقع في حالة اكتئاب تؤدي إلى وفاته بسبب الالتهاب الرئوي الناجم عن إدمان الكحول في يوم عيد الميلاد عام 1915. وتقوم كاتي بصرف وثائق التأمين على حياة العائلة ، وتستخدم تلك الأموال، جنبًا إلى جنب مع أرباحهم من وظائف ما بعد المدرسة، لدفن جوني وإبقاء الأسرة واقفة على قدميها في عام 1916. وُلدت الطفلة الجديدة، آني لوري، في شهر مايو من ذلك العام، وتخرجت فرانسي من المدرسة الابتدائية في يونيو. يتيح التخرج لفرانسي أن تتصالح أخيرًا مع حقيقة وفاة والدها.

### الفصل الرابع
في بداية الفصل الرابع، تحصل فرانسي ونيلي على وظائف لأنه لا يوجد مال لإرسالهما إلى المدرسة الثانوية. تعمل فرانسي في مصنع للزهور الاصطناعية، ثم تحصل على وظيفة بأجر أفضل في مكتب بعد أن كذبت بشأن عمرها. على الرغم من رغبتها في استخدام راتبها لبدء المدرسة الثانوية في الخريف، قررت كاتي إرسال نيلي بدلاً من ذلك، معتقدة أنه لن يستمر في التعلم إلا إذا أُجبر على ذلك، بينما ستجد فرانسي طريقة للقيام بذلك بمفردها. بمجرد دخول الولايات المتحدة الحرب العالمية الأولى في عام 1917، يتراجع المكتب ويغلق بسرعة، مما يترك فرانسي عاطلة عن العمل. وسرعان ما وجدت عملاً آخر، قامت فرانسي بوضع خطة جديدة لتعليمها، واختارت تخطي المدرسة الثانوية وأخذ دورات صيفية على مستوى الكلية. لقد نجحت بمساعدة بن بليك، وهو طالب في المدرسة الثانوية ودود وحازم، لكنها فشلت في امتحانات القبول في الكلية، قبلت كاتي عرض زواج من مايكل ماكشين، وهو ضابط شرطة متقاعد أعجب بها منذ فترة طويلة وأصبح رجل أعمال وسياسيًا ثريًا منذ ترك الخدمة.

### الفصل الخامس
مع بدء الفصل الخامس في خريف هذا العام، تركت فرانسي، التي تبلغ الآن 17 عامًا تقريبًا، وظيفتها. إنها على وشك بدء الدراسة في جامعة ميشيغان، بعد أن اجتازت امتحانات القبول بمساعدة بن، وتفكر في إمكانية إقامة علاقة مستقبلية معه. يستعد آل نولان لحفل زفاف كاتي والانتقال من شقتهم في بروكلين إلى منزل ماكشين. تقوم فرانسي بزيارة أخيرة لبعض أماكن طفولتها المفضلة وتتأمل في كل الأشخاص الذين جاءوا وذهبوا في حياتها. لقد أذهلها مقدار ما تعيشه شخصية جوني في نيلي، التي أصبحت عازفة بيانو موهوبة لموسيقى الجاز قبل أن تغادر الشقة، لاحظت فرانسي شجرة الجنة التي نمت وأعيد نموها في ساحة المبنى على الرغم من كل الجهود المبذولة لتدميرها، ورأت فيها استعارة لقدرة عائلتها على التغلب على الشدائد والازدهار. في عادات فتاة الحي، فلوري، ترى فرانسي نسخة من نفسها الصغيرة، تجلس على مخرج الحريق ومعها كتاب وتشاهد شابات الحي يستعدن لمواعدتهن. تقول فرانسي، "مرحبًا فرانسي"، لفلوري، ثم "وداعًا فرانسي" وهي تغلق النافذة.

## اقتباسات

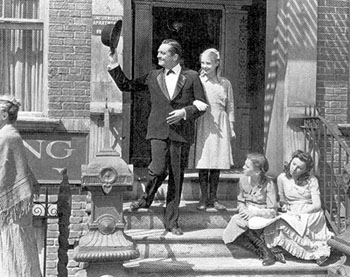

" اعتقد انه من الممتع ان يشعر اشخاص مثلنا ان بإمكانهم رمى بعض الاشياء من وقت لاخر مثل هؤلاء الذين يملكون مالاً كثيراً ولا يقلقون اذا رموا شيئاً "
" لا بد من وجود الظلام والمياة الموحله لكي تتمكن الشمس من ابراز خلفيتها المجيدة المشرقة "
" اذا كنت تحب شخصاً فسوف تفضل ان تعاني من الالم وحدك لكي تجنبه الالم "
" ايها الوقت المداوى العظيم مر عني ودعني انسى "
"ولكن الشجرة لم تمت بل كانت هناك نموات جديدة تخرج من جزعها كما ان ساقها نما باتجاه لو توجد فيه حبال غسيل وبعدها بدأت ترتفع نحو السماء "